# فرانسوا غيغوير
فرانسوا غيغوير هو مسير رياضي كندي، ولد في 24 يونيو 1963 في Sainte-Foy, Quebec City ‏ في كندا.